# جان ئی. برچ
جان ئی. برچ (انگلیسی: John E. Burch؛ ‏ ۱۷ اوت ۱۸۹۶ – ۲۸ ژوئیهٔ ۱۹۶۹) تهیه‌کننده فیلم، کارگردان فیلم و بازیگر اهل ایالات متحده آمریکا بود.
از فیلم‌هایی که وی در آن‌ها نقش داشته‌است، می‌توان به سال‌های بی‌خیالی، ماه عسل، خواهر کنی، از وقتی تو رفتی، مردی به نام جو، دو هفته برای زندگی، ماه و شش پشیز، کیت کارسون، سریع و خشمگین، مرغ بهشت، پرنده‌های شکاری و فلوریان اشاره نمود.